# Chorrobius
Chorrobius is een geslacht van weekdieren uit de klasse van de Gastropoda (slakken).

## Soort
- Chorrobius crassilabrum Hershler, Liu & Landye, 2011